# Nazavîziv, Nadvirna
Nazavîziv (în ucraineană Назавизів) este localitatea de reședință a comunei Nazavîziv din raionul Nadvirna, regiunea Ivano-Frankivsk, Ucraina.

## Demografie
Componența lingvistică a localității Nazavîziv
     Ucraineană (99,63%)
     Alte limbi (0,37%)
Conform recensământului din 2001, majoritatea populației localității Nazavîziv era vorbitoare de ucraineană (99,63%), existând în minoritate și vorbitori de alte limbi.